# Valdeande
Valdeande ist eine nordspanische Gemeinde (municipio) mit 99 Einwohnern (Stand: 2024) im Süden der Provinz Burgos in der autonomen Gemeinschaft Kastilien-León. Sie liegt im Weinbaugebiet Ribera del Duero und der gleichnamigen Comarca.

## Lage und Klima
Valdeande liegt an der Esgueva in einer Höhe von ca. 945 m. Der Río Gromejón durchfließt den Süden der Gemeinde. Die Provinzhauptstadt Burgos liegt etwa 75 km nordnordwestlich. Das Klima ist trotz der Höhenlage gemäßigt bis warm; Regen (ca. 525 mm/Jahr) fällt übers Jahr verteilt, Schnee und Frost sind äußerst selten.

## Bevölkerungsentwicklung
| Jahr      | 1991 | 2001 | 2011 | 2021 |
| Einwohner | 209  | 146  | 105  | 99   |

## Sehenswürdigkeiten
- Petruskirche (Iglesia de San Pedro Apóstol)
- Archäologische Ausgrabungsstätte Ciella
- Einsiedelei der Jungfrau von Juncal

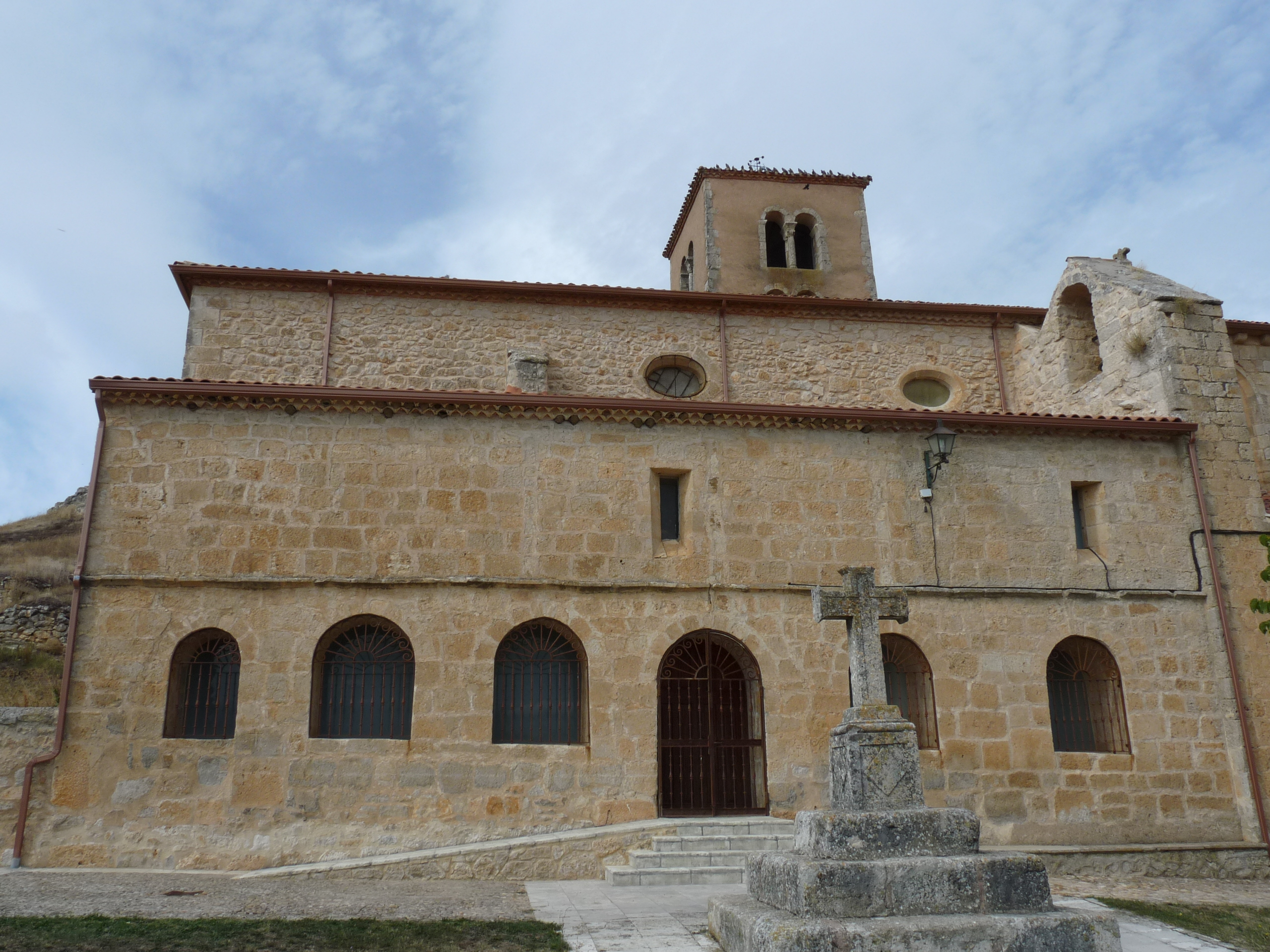
Kirche San Pedro Apóstol